# مستشفى دشنا العام
مستشفى دشنا العام هو مستشفى في دشنا بمحافظة قنا في مصر.

## الوصف
في الطابق الأول، توجد 4 غرف عمليات مجهزة بأحدث التقنيات، بالإضافة إلى غرفة إفاقة وغرفة لتجهيز المرضى قبل العمليات. كما يضم الطابق قسمًا للولادة الطبيعية، وقسم العناية المتوسطة، وقسم الحضّانات لحديثي الولادة، إلى جانب بنك الدم وقسم متخصص للمناظير الطبية.